# War Master
War Master è il terzo album in studio del gruppo musicale death metal britannico Bolt Thrower, pubblicato nel 1991 dalla Earache Records.

## Tracce
1. Intro... Unleashed (Upon Mankind) – 6:13
2. What Dwells Within – 4:18
3. The Shreds of Sanity – 3:26
4. Profane Creation – 5:32
5. Destructive Infinity (CD bonus track) – 4:14
6. Final Revelation – 3:55
7. Cenotaph – 4:03
8. War Master – 4:17
9. Rebirth of Humanity – 4:01
10. Afterlife – 5:59

## Formazione
- Karl Willetts - voce
- Gavin Ward - chitarre
- Barry Thompson - chitarre
- Andrew Whale - batteria
- Jo Bench - basso